# Copa Paulino Alcantara
Copa Paulino Alcantara, znana również jako PFL Cup – oficjalny krajowy puchar piłkarski rozgrywany od 2018 roku przez Philippine Football Federation (PFF). W zawodach biorą udział kluby z najwyższej klasy rozgrywkowej – Philippines Football League (PFL) – oraz ewentualnie drużyny zaproszone. Format turnieju obejmuje fazę grupową , po której następuje etap pucharowy (Round robin).

## Geneza i nazwa
Turniej został nazwany na cześć Paulino Alcántary, filipińsko-hiszpańskiego piłkarza, legendy FC Barcelony z lat 1910–1920. To jego karierę chce upamiętniać organizator PFL Cup.

## Finały PFL Cup[3]
| Sezon | K | K | T | Zwycięzca      | Wynik          | Finalista               | Data, miejsce                                     | Uwagi                     |
| 2018  |   |   | 1 | Kaya FC–Iloilo | 1-0 pd.        | Davao Aguilas           | 27.10.2018, Rizal Memorial Stadium, Manila        |                           |
| 2019  |   |   | 1 | United City FC | 2-1.           | Kaya FC–Iloilo          | 16.11.2019, Biñan Football Stadium, Biñan         |                           |
| 2020  |   |   |   |                |                |                         |                                                   | Nie rozgrywano (COVID-19) |
| 2021  |   |   | 2 | Kaya FC–Iloilo | 1-0.           | Azkals Development Team | 19.11.2021, PFF National Training Center, Carmona |                           |
| 2022  |   |   | 2 | United City FC | 3-2.           | Kaya FC–Iloilo          | 22.05.2022, PFF National Training Center, Carmona |                           |
| 2023  |   |   | 3 | Kaya FC–Iloilo | 1-1 pd. (k 4-3 | Davao Aguilas           | 9.12.2023, Rizal Memorial Stadium, Manila         |                           |

## Statystyki

### Klasyfikacja według klubów
W dotychczasowej historii oficjalnych rozgrywek o PFL Cup na podium oficjalnie stawały w sumie 4 drużyny. Liderem klasyfikacji jest Kaya FC–Iloilo, która zdobyła 3 Puchary.
Stan po pucharze w 2023 roku.
| Lp. | Nazwa klubu             | Zdobywca | Finalista | Lata triumfów    |
| --- | ----------------------- | -------- | --------- | ---------------- |
| 1.  | Kaya FC–Iloilo          | 3        | 1         | 2018, 2021, 2023 |
| 2.  | United City FC          | 2        | 0         | 2019, 2022       |
| 3.  | Davao Aguilas           | 0        | 2         |                  |
| 4.  | Azkals Development Team | 0        | 1         |                  |

### Klasyfikacja według miast
| Miasto  | Liczba tytułów | Drużyny            |
| ------- | -------------- | ------------------ |
| Iloilo  | 3              | Kaya FC–Iloilo (3) |
| Bacolod | 2              | United City FC (2) |

### Rekordy
Najwięcej zwycięstw (3): Kaya FC–Iloilo
Najwięcej razy w finale (5): Kaya FC–Iloilo
Najwięcej goli w finale (5): United City FC - Kaya FC–Iloilo 3-2 (2022)